# Anomala cincta
Anomala cincta är en skalbaggsart som beskrevs av Thomas Say 1835. Anomala cincta ingår i släktet Anomala och familjen Rutelidae.

## Underarter
Arten delas in i följande underarter:
- A. c. viridicollis
- A. c. polychalca